# Васіна Клавдія Герасимівна
Клавдія Герасимівна Ва́сіна (нар. 28 вересня 1909, Санкт-Петербург — пом. 3 листопада 1993, Одеса) — українська артистка балету, балетмейстерка, педагогиня.

## Біографія
Народилася 15 [28] вересня 1909 року у місті Санкт-Петербурзі (тепер Росія). 1926 року закінчила Ленінградське хореографічне училище (клас Горпини Ваганової).
Протягом 1926–1931 років — артистка Харківського; протягом 1932–1941 років — Київського імені Тараса Шевченка театрів опери та балету. Була провідною педагогинею балетної школи при театрі та Київського хореографічного училища.
Під час німецько-радянської війни виступала у складі евакуйованого до Киргизької РСР трупи Сталінського театру музичної комедії. У 1943–1945 роках — головна балетмейстерка і педагогиня-репетиторка Сталінського театру опери та балету, де у 1945 році здійснила постановку сцени «Вальпургієва ніч» із опери «Фауст» Шарля Ґуно та балету «Лускунчик» Петра Чайковського та заснувала хореографічну школу.
З 1945 року — педагогиня-репетиторка Львівського театру опери і балету імені Івана Франка, одночасно із серпня 1957 року до серпня 1960 року була першою директором Львівської дитячої хореографічної школи. Протягом 1960–1973 років — педагогиня-репетиторка Одеського театру опери та балету, де поставила танці в операх «Борис Годунов» Модеста Мусоргського, «Ріґолетто» Джузеппе Верді. Її ученицями були Олена Горчакова, Наталія Слободян.
Померла в Одесі 3 листопада 1993 року.

## Партії
- Любина («Пан Каньовский» Михайла Вериківського);
- Одетта-Одилія («Лебедине озеро» Петра Чайковського);
- Есмеральда («Есмеральда» Чезаре Пуньї);
- Медора («Корсар» Адольфа Адама);
- Ніна («Маскарад» Едгара Оганесяна за Арамом Хачатуряном);
- П'єретта («Міщанин з Тоскани» Володимира Нахабіна).